# 1988年のアメリカンリーグチャンピオンシップシリーズ
1988年の野球において、メジャーリーグベースボール（MLB）のポストシーズンは10月4日に開幕した。アメリカンリーグの第20回リーグチャンピオンシップシリーズ（英語: 20th American League Championship Series、以下「リーグ優勝決定戦」と表記）は、翌5日から9日にかけて計4試合が開催された。その結果、オークランド・アスレチックス（西地区）がボストン・レッドソックス（東地区）を4勝0敗で下し、14年ぶり13回目のリーグ優勝および12回目のワールドシリーズ進出を果たした。
両球団がリーグ優勝決定戦で対戦するのは、1975年以来13年ぶり2度目。この年のレギュラーシーズンでは両球団は12試合対戦し、アスレチックスが9勝3敗と勝ち越していた。そのうち、アスレチックスの本拠地オークランド・アラメダ・カウンティ・コロシアムでは、アスレチックスが6戦全勝だった。今シリーズでもアスレチックスは本拠地での第3戦・第4戦に連勝し、敵地フェンウェイ・パークでの2試合と合わせて負けなしの "スウィープ" でレッドソックスを退けた。ポストシーズンのシリーズでレッドソックスが全敗はおろか、3勝未満に終わったのも通算12シリーズ目で今回が初めて。シリーズMVPには、全4試合で最後を締めてセーブを挙げ、6.0イニング無失点という成績を残したアスレチックスのデニス・エカーズリーが選出された。しかしアスレチックスは、ワールドシリーズではナショナルリーグ王者ロサンゼルス・ドジャースに1勝4敗で敗れ、14年ぶり9度目の優勝を逃した。

## 試合結果
1988年のアメリカンリーグ優勝決定戦は10月5日に開幕し、途中に移動日を挟んで5日間で4試合が行われた。日程・結果は以下の通り。
| 日付                                                          | 試合  | ビジター球団（先攻）         | スコア | ホーム球団（後攻）           | 開催球場                                        | 開催球場                                                              |
| ------------------------------------------------------------- | ----- | ---------------------------- | ------ | ---------------------------- | ----------------------------------------------- | --------------------------------------------------------------------- |
| 10月05日（水）                                                | 第1戦 | オークランド・アスレチックス | 2－1   | ボストン・レッドソックス     | フェンウェイ・パーク                            | フェンウェイ・パークオークランド・アラメダ・ · カウンティ・コロシアム |
| 10月06日（木）                                                | 第2戦 | オークランド・アスレチックス | 4－3   | ボストン・レッドソックス     | フェンウェイ・パーク                            | フェンウェイ・パークオークランド・アラメダ・ · カウンティ・コロシアム |
| 10月07日（金）                                                |       | 移動日                       | 移動日 | 移動日                       |                                                 | フェンウェイ・パークオークランド・アラメダ・ · カウンティ・コロシアム |
| 10月08日（土）                                                | 第3戦 | ボストン・レッドソックス     | 6－10  | オークランド・アスレチックス | オークランド・アラメダ・ カウンティ・コロシアム | フェンウェイ・パークオークランド・アラメダ・ · カウンティ・コロシアム |
| 10月09日（日）                                                | 第4戦 | ボストン・レッドソックス     | 1－4   | オークランド・アスレチックス | オークランド・アラメダ・ カウンティ・コロシアム | フェンウェイ・パークオークランド・アラメダ・ · カウンティ・コロシアム |
| 優勝：オークランド・アスレチックス（4勝0敗 / 14年ぶり13度目） |       |                              |        |                              |                                                 | フェンウェイ・パークオークランド・アラメダ・ · カウンティ・コロシアム |

### 第1戦 10月5日
- フェンウェイ・パーク（マサチューセッツ州ボストン）

|                              | 1 | 2 | 3 | 4 | 5 | 6 | 7 | 8 | 9 | R | H | E |
| ---------------------------- | - | - | - | - | - | - | - | - | - | - | - | - |
| オークランド・アスレチックス | 0 | 0 | 0 | 1 | 0 | 0 | 0 | 1 | 0 | 2 | 6 | 0 |
| ボストン・レッドソックス     | 0 | 0 | 0 | 0 | 0 | 0 | 1 | 0 | 0 | 1 | 6 | 0 |

1. 勝利：リック・ハニカット（1勝）
2. セーブ：デニス・エカーズリー（1S）
3. 敗戦：ブルース・ハースト（1敗）
4. 本塁打
OAK：ホセ・カンセコ1号ソロ
5. 審判
［球審］ドン・デンキンガー
［塁審］一塁: テッド・ヘンドリー、二塁: ティム・マクレランド、三塁: グレッグ・コスク
［外審］左翼: ケン・カイザー、右翼: ジョン・シュロック
6. 試合開始時刻: 東部夏時間（UTC-4）午後1時25分  試合時間: 2時間55分  観客: 3万4104人  気温: 47°F（8.3°C）
詳細: MLB.com Gameday / Baseball-Reference.com

| オークランド・アスレチックス | オークランド・アスレチックス | オークランド・アスレチックス | オークランド・アスレチックス | オークランド・アスレチックス | ボストン・レッドソックス | ボストン・レッドソックス | ボストン・レッドソックス | ボストン・レッドソックス | ボストン・レッドソックス                                                                                                   |
| ---------------------------- | ---------------------------- | ---------------------------- | ---------------------------- | --- | ------------------------ | ------------------------ | ------------------------ | ------------------------ | --- |
| 打順                         | 守備                         | 選手                         | 打席                         | D・スチュワートT・スタインバックM・マグワイアM・ガイエゴC・ランス · フォードW・ワイスT・フィリップスD・ヘンダーソンJ・カンセコD・ベイラー | 打順                     | 守備                     | 選手                     | 打席                     | B・ハーストR・ゲドマンT・ベンジン · ガーM・バレットW・ボッグスJ・リードM・グリーン · ウェルE・バークスD・エバンスJ・ライス |
| 1                            | 三                           | C・ランスフォード            | 右                           | D・スチュワートT・スタインバックM・マグワイアM・ガイエゴC・ランス · フォードW・ワイスT・フィリップスD・ヘンダーソンJ・カンセコD・ベイラー | 1                        | 三                       | W・ボッグス              | 左                       | B・ハーストR・ゲドマンT・ベンジン · ガーM・バレットW・ボッグスJ・リードM・グリーン · ウェルE・バークスD・エバンスJ・ライス |
| 2                            | 中                           | D・ヘンダーソン              | 右                           | D・スチュワートT・スタインバックM・マグワイアM・ガイエゴC・ランス · フォードW・ワイスT・フィリップスD・ヘンダーソンJ・カンセコD・ベイラー | 2                        | 二                       | M・バレット              | 右                       | B・ハーストR・ゲドマンT・ベンジン · ガーM・バレットW・ボッグスJ・リードM・グリーン · ウェルE・バークスD・エバンスJ・ライス |
| 3                            | 右                           | J・カンセコ                  | 右                           | D・スチュワートT・スタインバックM・マグワイアM・ガイエゴC・ランス · フォードW・ワイスT・フィリップスD・ヘンダーソンJ・カンセコD・ベイラー | 3                        | 右                       | D・エバンス              | 右                       | B・ハーストR・ゲドマンT・ベンジン · ガーM・バレットW・ボッグスJ・リードM・グリーン · ウェルE・バークスD・エバンスJ・ライス |
| 4                            | 一                           | M・マグワイア                | 右                           | D・スチュワートT・スタインバックM・マグワイアM・ガイエゴC・ランス · フォードW・ワイスT・フィリップスD・ヘンダーソンJ・カンセコD・ベイラー | 4                        | 左                       | M・グリーンウェル        | 左                       | B・ハーストR・ゲドマンT・ベンジン · ガーM・バレットW・ボッグスJ・リードM・グリーン · ウェルE・バークスD・エバンスJ・ライス |
| 5                            | 捕                           | T・スタインバック            | 右                           | D・スチュワートT・スタインバックM・マグワイアM・ガイエゴC・ランス · フォードW・ワイスT・フィリップスD・ヘンダーソンJ・カンセコD・ベイラー | 5                        | 一                       | T・ベンジンガー          | 両                       | B・ハーストR・ゲドマンT・ベンジン · ガーM・バレットW・ボッグスJ・リードM・グリーン · ウェルE・バークスD・エバンスJ・ライス |
| 6                            | DH                           | D・ベイラー                  | 右                           | D・スチュワートT・スタインバックM・マグワイアM・ガイエゴC・ランス · フォードW・ワイスT・フィリップスD・ヘンダーソンJ・カンセコD・ベイラー | 6                        | 中                       | E・バークス              | 右                       | B・ハーストR・ゲドマンT・ベンジン · ガーM・バレットW・ボッグスJ・リードM・グリーン · ウェルE・バークスD・エバンスJ・ライス |
| 7                            | 左                           | T・フィリップス              | 両                           | D・スチュワートT・スタインバックM・マグワイアM・ガイエゴC・ランス · フォードW・ワイスT・フィリップスD・ヘンダーソンJ・カンセコD・ベイラー | 7                        | DH                       | J・ライス                | 右                       | B・ハーストR・ゲドマンT・ベンジン · ガーM・バレットW・ボッグスJ・リードM・グリーン · ウェルE・バークスD・エバンスJ・ライス |
| 8                            | 二                           | M・ガイエゴ                  | 右                           | D・スチュワートT・スタインバックM・マグワイアM・ガイエゴC・ランス · フォードW・ワイスT・フィリップスD・ヘンダーソンJ・カンセコD・ベイラー | 8                        | 遊                       | J・リード                | 右                       | B・ハーストR・ゲドマンT・ベンジン · ガーM・バレットW・ボッグスJ・リードM・グリーン · ウェルE・バークスD・エバンスJ・ライス |
| 9                            | 遊                           | W・ワイス                    | 両                           | D・スチュワートT・スタインバックM・マグワイアM・ガイエゴC・ランス · フォードW・ワイスT・フィリップスD・ヘンダーソンJ・カンセコD・ベイラー | 9                        | 捕                       | R・ゲドマン              | 左                       | B・ハーストR・ゲドマンT・ベンジン · ガーM・バレットW・ボッグスJ・リードM・グリーン · ウェルE・バークスD・エバンスJ・ライス |
| 先発投手                     | 先発投手                     | 先発投手                     | 投球                         | D・スチュワートT・スタインバックM・マグワイアM・ガイエゴC・ランス · フォードW・ワイスT・フィリップスD・ヘンダーソンJ・カンセコD・ベイラー | 先発投手                 | 先発投手                 | 先発投手                 | 投球                     | B・ハーストR・ゲドマンT・ベンジン · ガーM・バレットW・ボッグスJ・リードM・グリーン · ウェルE・バークスD・エバンスJ・ライス |
| D・スチュワート              | D・スチュワート              | D・スチュワート              | 右                           | D・スチュワートT・スタインバックM・マグワイアM・ガイエゴC・ランス · フォードW・ワイスT・フィリップスD・ヘンダーソンJ・カンセコD・ベイラー | B・ハースト              | B・ハースト              | B・ハースト              | 左                       | B・ハーストR・ゲドマンT・ベンジン · ガーM・バレットW・ボッグスJ・リードM・グリーン · ウェルE・バークスD・エバンスJ・ライス |

### 第2戦 10月6日
- フェンウェイ・パーク（マサチューセッツ州ボストン）

|                              | 1 | 2 | 3 | 4 | 5 | 6 | 7 | 8 | 9 | R | H  | E |
| ---------------------------- | - | - | - | - | - | - | - | - | - | - | -- | - |
| オークランド・アスレチックス | 0 | 0 | 0 | 0 | 0 | 0 | 3 | 0 | 1 | 4 | 10 | 1 |
| ボストン・レッドソックス     | 0 | 0 | 0 | 0 | 0 | 2 | 1 | 0 | 0 | 3 | 4  | 1 |

1. 勝利：ジーン・ネルソン（1勝）
2. セーブ：デニス・エカーズリー（2S）
3. 敗戦：リー・スミス（1敗）
4. 本塁打
OAK：ホセ・カンセコ2号2ラン
BOS：リッチ・ゲドマン1号ソロ
5. 審判
［球審］テッド・ヘンドリー
［塁審］一塁: ティム・マクレランド、二塁: グレッグ・コスク、三塁: ケン・カイザー
［外審］左翼: ジョン・シュロック、右翼: ドン・デンキンガー
6. 試合開始時刻: 東部夏時間（UTC-4）午後8時20分  試合時間: 3時間14分  観客: 3万4605人  気温: 42°F（5.6°C）
詳細: MLB.com Gameday / Baseball-Reference.com

| オークランド・アスレチックス | オークランド・アスレチックス | オークランド・アスレチックス | オークランド・アスレチックス | オークランド・アスレチックス | ボストン・レッドソックス | ボストン・レッドソックス | ボストン・レッドソックス | ボストン・レッドソックス | ボストン・レッドソックス |
| ---------------------------- | ---------------------------- | ---------------------------- | ---------------------------- | --- | ------------------------ | ------------------------ | ------------------------ | ------------------------ | --- |
| 打順                         | 守備                         | 選手                         | 打席                         | S・デービスR・ハッシーM・マグワイアT・フィリップスC・ランス · フォードW・ワイスL・ポローニャD・ヘンダーソンJ・カンセコD・パーカー | 打順                     | 守備                     | 選手                     | 打席                     | R・クレメンスR・ゲドマンT・ベンジン · ガーM・バレットW・ボッグスJ・リードM・グリーン · ウェルE・バークスD・エバンスJ・ライス |
| 1                            | 左                           | L・ポローニャ                | 左                           | S・デービスR・ハッシーM・マグワイアT・フィリップスC・ランス · フォードW・ワイスL・ポローニャD・ヘンダーソンJ・カンセコD・パーカー | 1                        | 三                       | W・ボッグス              | 左                       | R・クレメンスR・ゲドマンT・ベンジン · ガーM・バレットW・ボッグスJ・リードM・グリーン · ウェルE・バークスD・エバンスJ・ライス |
| 2                            | 中                           | D・ヘンダーソン              | 右                           | S・デービスR・ハッシーM・マグワイアT・フィリップスC・ランス · フォードW・ワイスL・ポローニャD・ヘンダーソンJ・カンセコD・パーカー | 2                        | 二                       | M・バレット              | 右                       | R・クレメンスR・ゲドマンT・ベンジン · ガーM・バレットW・ボッグスJ・リードM・グリーン · ウェルE・バークスD・エバンスJ・ライス |
| 3                            | 右                           | J・カンセコ                  | 右                           | S・デービスR・ハッシーM・マグワイアT・フィリップスC・ランス · フォードW・ワイスL・ポローニャD・ヘンダーソンJ・カンセコD・パーカー | 3                        | 右                       | D・エバンス              | 右                       | R・クレメンスR・ゲドマンT・ベンジン · ガーM・バレットW・ボッグスJ・リードM・グリーン · ウェルE・バークスD・エバンスJ・ライス |
| 4                            | DH                           | D・パーカー                  | 左                           | S・デービスR・ハッシーM・マグワイアT・フィリップスC・ランス · フォードW・ワイスL・ポローニャD・ヘンダーソンJ・カンセコD・パーカー | 4                        | 左                       | M・グリーンウェル        | 左                       | R・クレメンスR・ゲドマンT・ベンジン · ガーM・バレットW・ボッグスJ・リードM・グリーン · ウェルE・バークスD・エバンスJ・ライス |
| 5                            | 三                           | C・ランスフォード            | 右                           | S・デービスR・ハッシーM・マグワイアT・フィリップスC・ランス · フォードW・ワイスL・ポローニャD・ヘンダーソンJ・カンセコD・パーカー | 5                        | DH                       | J・ライス                | 右                       | R・クレメンスR・ゲドマンT・ベンジン · ガーM・バレットW・ボッグスJ・リードM・グリーン · ウェルE・バークスD・エバンスJ・ライス |
| 6                            | 捕                           | R・ハッシー                  | 左                           | S・デービスR・ハッシーM・マグワイアT・フィリップスC・ランス · フォードW・ワイスL・ポローニャD・ヘンダーソンJ・カンセコD・パーカー | 6                        | 中                       | E・バークス              | 右                       | R・クレメンスR・ゲドマンT・ベンジン · ガーM・バレットW・ボッグスJ・リードM・グリーン · ウェルE・バークスD・エバンスJ・ライス |
| 7                            | 一                           | M・マグワイア                | 右                           | S・デービスR・ハッシーM・マグワイアT・フィリップスC・ランス · フォードW・ワイスL・ポローニャD・ヘンダーソンJ・カンセコD・パーカー | 7                        | 一                       | T・ベンジンガー          | 両                       | R・クレメンスR・ゲドマンT・ベンジン · ガーM・バレットW・ボッグスJ・リードM・グリーン · ウェルE・バークスD・エバンスJ・ライス |
| 8                            | 二                           | T・フィリップス              | 両                           | S・デービスR・ハッシーM・マグワイアT・フィリップスC・ランス · フォードW・ワイスL・ポローニャD・ヘンダーソンJ・カンセコD・パーカー | 8                        | 遊                       | J・リード                | 右                       | R・クレメンスR・ゲドマンT・ベンジン · ガーM・バレットW・ボッグスJ・リードM・グリーン · ウェルE・バークスD・エバンスJ・ライス |
| 9                            | 遊                           | W・ワイス                    | 両                           | S・デービスR・ハッシーM・マグワイアT・フィリップスC・ランス · フォードW・ワイスL・ポローニャD・ヘンダーソンJ・カンセコD・パーカー | 9                        | 捕                       | R・ゲドマン              | 左                       | R・クレメンスR・ゲドマンT・ベンジン · ガーM・バレットW・ボッグスJ・リードM・グリーン · ウェルE・バークスD・エバンスJ・ライス |
| 先発投手                     | 先発投手                     | 先発投手                     | 投球                         | S・デービスR・ハッシーM・マグワイアT・フィリップスC・ランス · フォードW・ワイスL・ポローニャD・ヘンダーソンJ・カンセコD・パーカー | 先発投手                 | 先発投手                 | 先発投手                 | 投球                     | R・クレメンスR・ゲドマンT・ベンジン · ガーM・バレットW・ボッグスJ・リードM・グリーン · ウェルE・バークスD・エバンスJ・ライス |
| S・デービス                  | S・デービス                  | S・デービス                  | 右                           | S・デービスR・ハッシーM・マグワイアT・フィリップスC・ランス · フォードW・ワイスL・ポローニャD・ヘンダーソンJ・カンセコD・パーカー | R・クレメンス            | R・クレメンス            | R・クレメンス            | 右                       | R・クレメンスR・ゲドマンT・ベンジン · ガーM・バレットW・ボッグスJ・リードM・グリーン · ウェルE・バークスD・エバンスJ・ライス |

### 第3戦 10月8日
- オークランド・アラメダ・カウンティ・コロシアム（カリフォルニア州オークランド）

|                              | 1 | 2 | 3 | 4 | 5 | 6 | 7 | 8 | 9 | R  | H  | E |
| ---------------------------- | - | - | - | - | - | - | - | - | - | -- | -- | - |
| ボストン・レッドソックス     | 3 | 2 | 0 | 0 | 0 | 0 | 1 | 0 | 0 | 6  | 12 | 0 |
| オークランド・アスレチックス | 0 | 4 | 2 | 0 | 1 | 0 | 1 | 2 | X | 10 | 15 | 1 |

1. 勝利：ジーン・ネルソン（2勝）
2. セーブ：デニス・エカーズリー（S）
3. 敗戦：マイク・ボディッカー（1敗）
4. 本塁打
BOS：マイク・グリーンウェル1号ソロ
OAK：マーク・マグワイア1号ソロ、カーネイ・ランスフォード1号2ラン、ロン・ハッシー1号2ラン、デーブ・ヘンダーソン1号2ラン
5. 審判
［球審］ティム・マクレランド
［塁審］一塁: グレッグ・コスク、二塁: ケン・カイザー、三塁: ジョン・シュロック
［外審］左翼: ドン・デンキンガー、右翼: テッド・ヘンドリー
6. 試合開始時刻: 太平洋夏時間（UTC-7）午後5時20分  試合時間: 3時間14分  観客: 4万9261人
詳細: MLB.com Gameday / Baseball-Reference.com

| ボストン・レッドソックス | ボストン・レッドソックス | ボストン・レッドソックス | ボストン・レッドソックス | ボストン・レッドソックス | オークランド・アスレチックス | オークランド・アスレチックス | オークランド・アスレチックス | オークランド・アスレチックス | オークランド・アスレチックス                                                                                                |
| ------------------------ | ------------------------ | ------------------------ | ------------------------ | --- | ---------------------------- | ---------------------------- | ---------------------------- | ---------------------------- | --- |
| 打順                     | 守備                     | 選手                     | 打席                     | M・ボディッカーR・ゲドマンT・ベンジン · ガーM・バレットW・ボッグスJ・リードM・グリーン · ウェルE・バークスD・エバンスJ・ライス | 打順                         | 守備                         | 選手                         | 打席                         | B・ウェルチR・ハッシーM・マグワイアM・ガイエゴC・ランス · フォードW・ワイスS・ハビアーD・ヘンダーソンJ・カンセコD・パーカー |
| 1                        | 中                       | E・バークス              | 右                       | M・ボディッカーR・ゲドマンT・ベンジン · ガーM・バレットW・ボッグスJ・リードM・グリーン · ウェルE・バークスD・エバンスJ・ライス | 1                            | 三                           | C・ランスフォード            | 右                           | B・ウェルチR・ハッシーM・マグワイアM・ガイエゴC・ランス · フォードW・ワイスS・ハビアーD・ヘンダーソンJ・カンセコD・パーカー |
| 2                        | 二                       | M・バレット              | 右                       | M・ボディッカーR・ゲドマンT・ベンジン · ガーM・バレットW・ボッグスJ・リードM・グリーン · ウェルE・バークスD・エバンスJ・ライス | 2                            | 中                           | D・ヘンダーソン              | 右                           | B・ウェルチR・ハッシーM・マグワイアM・ガイエゴC・ランス · フォードW・ワイスS・ハビアーD・ヘンダーソンJ・カンセコD・パーカー |
| 3                        | 三                       | W・ボッグス              | 左                       | M・ボディッカーR・ゲドマンT・ベンジン · ガーM・バレットW・ボッグスJ・リードM・グリーン · ウェルE・バークスD・エバンスJ・ライス | 3                            | 右                           | J・カンセコ                  | 右                           | B・ウェルチR・ハッシーM・マグワイアM・ガイエゴC・ランス · フォードW・ワイスS・ハビアーD・ヘンダーソンJ・カンセコD・パーカー |
| 4                        | 左                       | M・グリーンウェル        | 左                       | M・ボディッカーR・ゲドマンT・ベンジン · ガーM・バレットW・ボッグスJ・リードM・グリーン · ウェルE・バークスD・エバンスJ・ライス | 4                            | DH                           | D・パーカー                  | 左                           | B・ウェルチR・ハッシーM・マグワイアM・ガイエゴC・ランス · フォードW・ワイスS・ハビアーD・ヘンダーソンJ・カンセコD・パーカー |
| 5                        | DH                       | J・ライス                | 右                       | M・ボディッカーR・ゲドマンT・ベンジン · ガーM・バレットW・ボッグスJ・リードM・グリーン · ウェルE・バークスD・エバンスJ・ライス | 5                            | 一                           | M・マグワイア                | 右                           | B・ウェルチR・ハッシーM・マグワイアM・ガイエゴC・ランス · フォードW・ワイスS・ハビアーD・ヘンダーソンJ・カンセコD・パーカー |
| 6                        | 右                       | D・エバンス              | 右                       | M・ボディッカーR・ゲドマンT・ベンジン · ガーM・バレットW・ボッグスJ・リードM・グリーン · ウェルE・バークスD・エバンスJ・ライス | 6                            | 捕                           | R・ハッシー                  | 左                           | B・ウェルチR・ハッシーM・マグワイアM・ガイエゴC・ランス · フォードW・ワイスS・ハビアーD・ヘンダーソンJ・カンセコD・パーカー |
| 7                        | 捕                       | R・ゲドマン              | 左                       | M・ボディッカーR・ゲドマンT・ベンジン · ガーM・バレットW・ボッグスJ・リードM・グリーン · ウェルE・バークスD・エバンスJ・ライス | 7                            | 左                           | S・ハビアー                  | 両                           | B・ウェルチR・ハッシーM・マグワイアM・ガイエゴC・ランス · フォードW・ワイスS・ハビアーD・ヘンダーソンJ・カンセコD・パーカー |
| 8                        | 遊                       | J・リード                | 右                       | M・ボディッカーR・ゲドマンT・ベンジン · ガーM・バレットW・ボッグスJ・リードM・グリーン · ウェルE・バークスD・エバンスJ・ライス | 8                            | 二                           | M・ガイエゴ                  | 右                           | B・ウェルチR・ハッシーM・マグワイアM・ガイエゴC・ランス · フォードW・ワイスS・ハビアーD・ヘンダーソンJ・カンセコD・パーカー |
| 9                        | 一                       | T・ベンジンガー          | 両                       | M・ボディッカーR・ゲドマンT・ベンジン · ガーM・バレットW・ボッグスJ・リードM・グリーン · ウェルE・バークスD・エバンスJ・ライス | 9                            | 遊                           | W・ワイス                    | 両                           | B・ウェルチR・ハッシーM・マグワイアM・ガイエゴC・ランス · フォードW・ワイスS・ハビアーD・ヘンダーソンJ・カンセコD・パーカー |
| 先発投手                 | 先発投手                 | 先発投手                 | 投球                     | M・ボディッカーR・ゲドマンT・ベンジン · ガーM・バレットW・ボッグスJ・リードM・グリーン · ウェルE・バークスD・エバンスJ・ライス | 先発投手                     | 先発投手                     | 先発投手                     | 投球                         | B・ウェルチR・ハッシーM・マグワイアM・ガイエゴC・ランス · フォードW・ワイスS・ハビアーD・ヘンダーソンJ・カンセコD・パーカー |
| M・ボディッカー          | M・ボディッカー          | M・ボディッカー          | 右                       | M・ボディッカーR・ゲドマンT・ベンジン · ガーM・バレットW・ボッグスJ・リードM・グリーン · ウェルE・バークスD・エバンスJ・ライス | B・ウェルチ                  | B・ウェルチ                  | B・ウェルチ                  | 右                           | B・ウェルチR・ハッシーM・マグワイアM・ガイエゴC・ランス · フォードW・ワイスS・ハビアーD・ヘンダーソンJ・カンセコD・パーカー |

### 第4戦 10月9日
- オークランド・アラメダ・カウンティ・コロシアム（カリフォルニア州オークランド）

|                              | 1 | 2 | 3 | 4 | 5 | 6 | 7 | 8 | 9 | R | H  | E |
| ---------------------------- | - | - | - | - | - | - | - | - | - | - | -- | - |
| ボストン・レッドソックス     | 0 | 0 | 0 | 0 | 0 | 1 | 0 | 0 | 0 | 1 | 4  | 0 |
| オークランド・アスレチックス | 1 | 0 | 1 | 0 | 0 | 0 | 0 | 2 | X | 4 | 10 | 1 |

1. 勝利：デーブ・スチュワート（1勝）
2. セーブ：デニス・エカーズリー（4S）
3. 敗戦：ブルース・ハースト（2敗）
4. 本塁打
OAK：ホセ・カンセコ3号ソロ
5. 審判
［球審］グレッグ・コスク
［塁審］一塁: ケン・カイザー、二塁: ジョン・シュロック、三塁: ドン・デンキンガー
［外審］左翼: テッド・ヘンドリー、右翼: ティム・マクレランド
6. 試合開始時刻: 太平洋夏時間（UTC-7）午後0時00分  試合時間: 2時間55分  観客: 4万9406人  気温: 73°F（22.8°C）
詳細: MLB.com Gameday / Baseball-Reference.com

| ボストン・レッドソックス | ボストン・レッドソックス | ボストン・レッドソックス | ボストン・レッドソックス | ボストン・レッドソックス                                                                                              | オークランド・アスレチックス | オークランド・アスレチックス | オークランド・アスレチックス | オークランド・アスレチックス | オークランド・アスレチックス |
| ------------------------ | ------------------------ | ------------------------ | ------------------------ | --- | ---------------------------- | ---------------------------- | ---------------------------- | ---------------------------- | --- |
| 打順                     | 守備                     | 選手                     | 打席                     | B・ハーストR・ゲドマンL・パリッシュM・バレットW・ボッグスJ・リードM・グリーン · ウェルE・バークスD・エバンスJ・ライス | 打順                         | 守備                         | 選手                         | 打席                         | D・スチュワートT・スタインバックM・マグワイアM・ガイエゴC・ランス · フォードW・ワイスD・パーカーD・ヘンダーソンJ・カンセコD・ベイラー |
| 1                        | 中                       | E・バークス              | 右                       | B・ハーストR・ゲドマンL・パリッシュM・バレットW・ボッグスJ・リードM・グリーン · ウェルE・バークスD・エバンスJ・ライス | 1                            | 三                           | C・ランスフォード            | 右                           | D・スチュワートT・スタインバックM・マグワイアM・ガイエゴC・ランス · フォードW・ワイスD・パーカーD・ヘンダーソンJ・カンセコD・ベイラー |
| 2                        | 二                       | M・バレット              | 右                       | B・ハーストR・ゲドマンL・パリッシュM・バレットW・ボッグスJ・リードM・グリーン · ウェルE・バークスD・エバンスJ・ライス | 2                            | 中                           | D・ヘンダーソン              | 右                           | D・スチュワートT・スタインバックM・マグワイアM・ガイエゴC・ランス · フォードW・ワイスD・パーカーD・ヘンダーソンJ・カンセコD・ベイラー |
| 3                        | 三                       | W・ボッグス              | 左                       | B・ハーストR・ゲドマンL・パリッシュM・バレットW・ボッグスJ・リードM・グリーン · ウェルE・バークスD・エバンスJ・ライス | 3                            | 右                           | J・カンセコ                  | 右                           | D・スチュワートT・スタインバックM・マグワイアM・ガイエゴC・ランス · フォードW・ワイスD・パーカーD・ヘンダーソンJ・カンセコD・ベイラー |
| 4                        | 左                       | M・グリーンウェル        | 左                       | B・ハーストR・ゲドマンL・パリッシュM・バレットW・ボッグスJ・リードM・グリーン · ウェルE・バークスD・エバンスJ・ライス | 4                            | 一                           | M・マグワイア                | 右                           | D・スチュワートT・スタインバックM・マグワイアM・ガイエゴC・ランス · フォードW・ワイスD・パーカーD・ヘンダーソンJ・カンセコD・ベイラー |
| 5                        | DH                       | J・ライス                | 右                       | B・ハーストR・ゲドマンL・パリッシュM・バレットW・ボッグスJ・リードM・グリーン · ウェルE・バークスD・エバンスJ・ライス | 5                            | 左                           | D・パーカー                  | 左                           | D・スチュワートT・スタインバックM・マグワイアM・ガイエゴC・ランス · フォードW・ワイスD・パーカーD・ヘンダーソンJ・カンセコD・ベイラー |
| 6                        | 右                       | D・エバンス              | 右                       | B・ハーストR・ゲドマンL・パリッシュM・バレットW・ボッグスJ・リードM・グリーン · ウェルE・バークスD・エバンスJ・ライス | 6                            | 捕                           | T・スタインバック            | 右                           | D・スチュワートT・スタインバックM・マグワイアM・ガイエゴC・ランス · フォードW・ワイスD・パーカーD・ヘンダーソンJ・カンセコD・ベイラー |
| 7                        | 捕                       | R・ゲドマン              | 左                       | B・ハーストR・ゲドマンL・パリッシュM・バレットW・ボッグスJ・リードM・グリーン · ウェルE・バークスD・エバンスJ・ライス | 7                            | DH                           | D・ベイラー                  | 右                           | D・スチュワートT・スタインバックM・マグワイアM・ガイエゴC・ランス · フォードW・ワイスD・パーカーD・ヘンダーソンJ・カンセコD・ベイラー |
| 8                        | 遊                       | J・リード                | 右                       | B・ハーストR・ゲドマンL・パリッシュM・バレットW・ボッグスJ・リードM・グリーン · ウェルE・バークスD・エバンスJ・ライス | 8                            | 二                           | M・ガイエゴ                  | 右                           | D・スチュワートT・スタインバックM・マグワイアM・ガイエゴC・ランス · フォードW・ワイスD・パーカーD・ヘンダーソンJ・カンセコD・ベイラー |
| 9                        | 一                       | L・パリッシュ            | 右                       | B・ハーストR・ゲドマンL・パリッシュM・バレットW・ボッグスJ・リードM・グリーン · ウェルE・バークスD・エバンスJ・ライス | 9                            | 遊                           | W・ワイス                    | 両                           | D・スチュワートT・スタインバックM・マグワイアM・ガイエゴC・ランス · フォードW・ワイスD・パーカーD・ヘンダーソンJ・カンセコD・ベイラー |
| 先発投手                 | 先発投手                 | 先発投手                 | 投球                     | B・ハーストR・ゲドマンL・パリッシュM・バレットW・ボッグスJ・リードM・グリーン · ウェルE・バークスD・エバンスJ・ライス | 先発投手                     | 先発投手                     | 先発投手                     | 投球                         | D・スチュワートT・スタインバックM・マグワイアM・ガイエゴC・ランス · フォードW・ワイスD・パーカーD・ヘンダーソンJ・カンセコD・ベイラー |
| B・ハースト              | B・ハースト              | B・ハースト              | 左                       | B・ハーストR・ゲドマンL・パリッシュM・バレットW・ボッグスJ・リードM・グリーン · ウェルE・バークスD・エバンスJ・ライス | D・スチュワート              | D・スチュワート              | D・スチュワート              | 右                           | D・スチュワートT・スタインバックM・マグワイアM・ガイエゴC・ランス · フォードW・ワイスD・パーカーD・ヘンダーソンJ・カンセコD・ベイラー |